# Минерал Сити (Охајо)
Минерал Сити (енгл. Mineral City) град је у америчкој савезној држави Охајо.

## Демографија
По попису из 2010. године број становника је 727, што је 114 (-13,6%) становника мање него 2000. године.
| Група             | 2000.       | 2010.       |
| Белци             | 820 (97,5%) | 691 (95,0%) |
| Афроамериканци    | 0 (0,0%)    | 13 (1,8%)   |
| Азијати           | 0 (0,0%)    | 7 (1,0%)    |
| Хиспаноамериканци | 12 (1,4%)   | 5 (0,7%)    |
| Укупно            | 841         | 727         |